# Abe Sapien (comics)
Abe Sapien est une série de comics mettant en scène le personnage éponyme, créée par Mike Mignola et prenant place dans son univers commencé avec la série Hellboy.
Elle est constituée de one-shots et mini-séries publiées d'abord par Image Comics puis par Dark Horse aux États-Unis et traduites par Delcourt en France.

## Histoire
Les premières missions en solo de l'agent du BPRD Abe Sapien, qui, entre 1980 et 1985, le mènent en France, en Norvège et aux États-unis pour lutter contre fantômes, démons et monstres divers.

## Parutions
Pour les autres séries de l'univers mis en place par Mike Mignola, voir : Hellboy, Hellboy Aventures, Hellboy : Histoires bizarres, BPRD, Witchfinder et Lobster Johnson.

### Version originale
1. Abe Sapien: The Drowning (n°1-5, 2008)
2. Abe Sapien: The Haunted Boy (2009)
3. Abe Sapien: The Abyssal Plain (n°1-2, 2010)
4. Abe Sapien: The Devil Does Not Jest (n°1-2, 2011)
5. Abe Sapien (n°1-36, 2013-2016)[1]

### Version française
Tous les albums font partie de la collection « Contrebande » des éditions Delcourt.
- 1 La Noyade, août 2010
Scénario : Mike Mignola - Dessin : Jason Shawn Alexander - Couleurs : Dave Stewart
- 2 La Ballade du Diable, mai 2012
Scénario : Mike Mignola et John Arcudi - Dessin : Patric Reynolds, Peter Snejbjerg et James Harren - Couleurs : Dave Stewart
- 3 Nouvelle espèce, juin 2014
Scénario : Mike Mignola et John Arcudi - Dessin : Sebastian Fiumara et Max Fiumara - Couleurs : Dave Stewart
- 4 Un avenir incertain, avril 2015
Scénario : Mike Mignola et Scott Allie - Dessin : Sebastian Fiumara et Max Fiumara - Couleurs : Dave Stewart
- 5 Lieux sacrés, juin 2016
Scénario : Mike Mignola et Scott Allie - Dessin : Sebastian Fiumara et Max Fiumara - Couleurs : Dave Stewart
- 6 Au plus profond des ténèbres, février 2019
Scénario : Mike Mignola et Scott Allie - Dessin : Kevin Knowlan, Sebastian Fiumara et Max Fiumara - Couleurs : Dave Stewart